# 桜坂消防隊
『桜坂消防隊』（さくらざかしょうぼうたい）は、2004年6月10日にアイレムソフトウェアエンジニアリングより発売されたPlayStation 2用ゲームソフト。

## 概要
主人公である桜坂消防署消防士「本条 大地」は、同僚の消防士と協力しながら火災現場で消火を行い、要救助者を救出する。それと同時に、放火事件の謎を解く遺留品等の回収も行うアクションアドベンチャーゲーム。
アクションパート時のAI（同僚）がしっかりしており、同僚にうまく指示を送らなければクリアは難しい。
救出者数、遺留品回収、クリアランク等などで変わるマルチエンディングとなっている。

## 舞台
桜坂市という架空の都市が舞台である。大型マンションや議員の屋敷のある住宅街、オフィス街、高級ホテル、巨大な総合病院等が存在する。
また、桜坂署以外にも葉山と言う名の消防署があるが、人手が足りていない。臨海地区も抱えている。
劇中には登場しないが原発も存在し、ある一定の条件を満たすとエンディングで桜坂臨海地区にある原発で発生した原発火災への出動命令を聞く事ができる。

### 火災現場
島崎工業 桜坂製作所
既に操業は終了しており、解体業者が解体作業をしていたところ出火した。
花村ビルディング
オフィス街のビル。スプリンクラーなどの防火設備の不備が指摘されていた矢先に出火した。また火災とは別にある事件も…。
ラグーンヒルズ 並木
住宅街にある大型マンション。高層マンションなため、ヘリが出動する。
大門セントラルパーキング
大型の駐車場で、地上と地下の両方に駐車スペースがある。事故でトラックが突っ込んだため戦場さながらの大火災に発展した。ここで新兵器が登場する。
桜坂総合病院
地域でも最大規模を誇る総合病院。医療ミスの隠蔽が囁かれていた。
徳野邸
大物議員である徳野清蔵の屋敷。徳野氏にかかわる事件が無罪となった矢先に出火。入り組んだ構造で部屋数が多く、火の回りも速いため、ゲーム中で最も難易度が高い。
桜坂タワーリングホテル
街の中央部に位置する高級ホテル。出火当時、人気アイドルを招いての警察の祝賀会が催されていた。

## キャラクター

### 桜坂消防署隊員
本条 大地
声 - 石川英郎
21歳。この物語の主人公で、桜坂消防署の若きエース。少々荒削りではあるが、消火の腕は確かなもの。連続放火事件の謎を限られた証拠物件の中で解いていく。両親は交通事故で既に他界しているため、唯一の肉親である雄一郎のことは心から慕っていた。ストーリーの間では、熱血漢な彼のキャラには似合わないポエムが展開され、ユーザーから指摘されることが少なからずあった。
消防学校のパソコンを何台も破壊してきた筋金入りの機械オンチで、今でも全くパソコンは使えない。署では原始人呼ばわりされており、嶋からは学習しろと言われている。
菊原 千鶴
声 - 満仲由紀子
22歳。救急隊員を務めている。清楚で物静かな性格だが、現場での熱意は中々のもので、時に無謀な行動に出ることもある。密かに大地に対して恋心を抱いており、事件がきっかけで互いに惹かれあっていく。警察関係者に親類がいる。
本条 雄一郎
声 - 稲田徹
24歳。大地の兄で、消防署のもう一人のエース。非常に腕の立つ天才消防士で、皆からは多大なる信頼を受けていた。しかし、大地らと共に消火活動をしていた工場火災の現場で事故死してしまう。この火災が一連の連続放火事件の始まりとなる。
土井 順平
声 - 阪口大助
19歳。お調子者の性格で、少しおっちょこちょいな新米消防士。腕は多少未熟だが、動きは身軽で素早い。本条兄弟に憧れを抱いている。女性に目がなく、一目惚れした沙耶にも果敢にアタックするが全く相手にされない。
朝倉 沙耶
声 - 野田順子
21歳。男勝りな性格の女性消防士。大地とは消防学校の同期で何かと張り合っていた。そのためか大地からは「カラミティ（厄病神）」と呼ばれている。実は大地のことが気になっているようである。
嶋 龍司
声 - 中井和哉
25歳。やや短気で粗暴だが、消防士としては非常に腕の立つ存在。口は悪いが、大地を叱咤して前に進ませる場面もある。その目付きの悪さは本作随一。
緒方 駿作
声 - 今村直樹
30歳。雄一郎の同期で、東北なまりの抜けない体力派消防士。普段の待機中においては非常に呑気な人物。火災現場において彼の一声を聞くと緊張感が抜ける。憎めない人物。
中津川 和也
声 - 川津泰彦
26歳。その若さで副士長を務める男。天才肌な雄一郎とは逆に、現場の経験から今の座についた努力家。
三木 京介
声 - 増谷康紀
46歳。温厚かつ仲間思いな性格をした頼もしい副隊長。消火現場ではポンプ車を操作する。多少話し方に独特なものがあり、隊員達を和ませる。
堀越 隆雄
声 - 江川央生
57歳。皆から慕われる老練な隊長。現場では隊員たちに確実な指示を送る。隊員たちのことを時に厳しく叱り、時には心優しく気遣う素晴らしい人物。

### 事件関係者
河崎 琢磨
声 - 佐藤正治
45歳。桜坂警察署の警部補。うだつのあがらない風貌だが、実はキレ者である。放火事件を探っているが、中々上手くいかず焦っている。桜坂署の隊員たちには友好的で捜査情報をこっそりと教えている。
一ノ瀬 翔
声 - 置鮎龍太郎
29歳。桜坂警察署の刑事で河崎の部下。嫌味ったらしく神経質そうだが、犯罪を強く憎む正義感を持つ一面もある。河崎とは違い桜坂署の隊員たちにはあまり協力的ではないが、河崎からの指示で捜査情報を教えている。
真鍋 剛
声 - 中井和哉
35歳。桜坂中央病院に勤める外科医。工場火災の現場で遺体として発見される。
関 泰三
声 - 今村直樹
39歳。関貿易商事の社長。連続放火事件に巻き込まれる。
高原 厚
声 - 郷里大輔
59歳。桜坂総合病院の院長。連続放火事件に巻き込まれる。
徳野 清蔵
声 - 郷里大輔
贈収賄疑惑が囁かれる大物議員。連続放火事件に巻き込まれる。
菊原 英悟
声 - 黒田崇矢
警察の幹部を務める千鶴の叔父。警察の古い体制に疑問を抱いている。たびたび千鶴には事件の裏情報を教えている。

## スタッフ
- 企画：高林亮、杉山佳嗣、岡昌樹、橋本厚志、木下拓也
- シナリオ：堀内文雄
- キャラクターデザイン：前納浩一
- サウンド：佐藤智彦、谷謙治、すえひろまこと
- ディレクター：矢山秀樹、村田武司、中野哲雄
- プロデューサー：北浩也
- エグゼクティブプロデューサー：実盛祥隆